# Yahia Nader
Yahia Nader (in arabo يحيى نادر‎?; Abu Dhabi, 11 settembre 1998) è un calciatore egiziano naturalizzato emiratino, centrocampista dell'Al-Ain.

## Caratteristiche tecniche
È un mediano.

## Carriera

### Club
Cresciuto nel settore giovanile dell'Al-Ain, ha esordito in prima squadra il 5 settembre 2018 disputando l'incontro di Coppa del Golfo Arabico degli Emirati Arabi Uniti vinto 4-1 contro il Sharjah.
Il 22 dicembre 2018 ha causato l'autogol del definitivo 1-4 nella Finale della Coppa del mondo per club FIFA 2018 persa contro il Real Madrid.

### Nazionale
Nel 2019 ha ottenuto la piena cittadinanza emiratina, essendo nato negli Emirati Arabi Uniti, e viene convocato dalla Nazionale Under-23 di calcio degli Emirati Arabi Uniti per partecipare alla Coppa d'Asia AFC Under-23 2020
Nel giugno 2022 ha ricevuto la sua prima convocazione da parte della Nazionale di calcio degli Emirati Arabi Uniti, collezionando la sua prima presenza in nazionale quando è entrato come sostituto di Abdullah Ramadan al 75 'dei playoff dell'AFC per la Coppa del Mondo 2022 contro l'Australia.
Nel gennaio 2024 rientra nella lista dei giocatori convocati dalla nazionale Nazionale di calcio degli Emirati Arabi Uniti per la Coppa d'Asia 2023, dove scende in campo in due occasioni.

## Statistiche

### Presenze e reti nei club
Statistiche aggiornate al 24 aprile 2025.
| Stagione        | Squadra         | Campionato      | Campionato | Campionato | Coppe nazionali | Coppe nazionali | Coppe nazionali | Coppe continentali | Coppe continentali | Coppe continentali | Altre coppe | Altre coppe | Altre coppe | Totale | Totale | Totale |
| Stagione        | Squadra         | Comp            | Pres       | Reti       | Comp            | Pres            | Reti            | Comp               | Pres               | Reti               | Comp        | Pres        | Reti        | Pres   | Reti   |        |
| --------------- | --------------- | --------------- | ---------- | ---------- | --------------- | --------------- | --------------- | ------------------ | ------------------ | ------------------ | ----------- | ----------- | ----------- | ------ | ------ | ------ |
| 2018-2019       | Al-Ain          | PL              | 14         | 1          | CPA+AGC         | 1+5             | 0+0             |                    | -                  | -                  | SU+Cmc      | 0+3         | 0           | 23     | 1      |        |
| 2019-2020       | Al-Ain          | PL              | 13         | 0          | CPA+AGL         | 0+3             | 0+0             | ACL                | 3                  | 0                  | -           | -           | -           | 19     | 0      |        |
| 2020-2021       | Al-Ain          | PL              | 21         | 1          | CPA+AGL         | 1+2             | 0+0             | ACL                | 1                  | 0                  | -           | -           | -           | 25     | 1      |        |
| 2021-2022       | Al-Ain          | PL              | 20         | 0          | CPA+AGL         | 7+2             | 0+0             | -                  | -                  | -                  | -           | -           | -           | 29     | 0      |        |
| 2022-2023       | Al-Ain          | PL              | 14         | 0          | CPA+AGL         | 4+3             | 0+0             | -                  | -                  | -                  | SU          | 1           | 0           | 22     | 0      |        |
| 2023-2024       | Al-Ain          | PL              | 13         | 2          | CPA+AGL         | 2+3             | 0+0             | ACL                | 11                 | 0                  | -           | -           | -           | 29     | 2      |        |
| 2024-2025       | Al-Ain          | PL              | 15         | 0          | CPA+AGC         | 1+1             | 0+0             | ACLE               | 4                  | 0                  | CI+Cdm      | 1+0         | 0+0         | 22     | 0      |        |
| Totale carriera | Totale carriera | Totale carriera | 110        | 4          |                 | 36              | 0               |                    | 19                 | 0                  |             | 5           | 0           | 170    | 4      |        |

### Cronologia presenze e reti in nazionale
| Cronologia completa delle presenze e delle reti in nazionale ― Emirati Arabi Uniti | Cronologia completa delle presenze e delle reti in nazionale ― Emirati Arabi Uniti | Cronologia completa delle presenze e delle reti in nazionale ― Emirati Arabi Uniti | Cronologia completa delle presenze e delle reti in nazionale ― Emirati Arabi Uniti | Cronologia completa delle presenze e delle reti in nazionale ― Emirati Arabi Uniti | Cronologia completa delle presenze e delle reti in nazionale ― Emirati Arabi Uniti | Cronologia completa delle presenze e delle reti in nazionale ― Emirati Arabi Uniti | Cronologia completa delle presenze e delle reti in nazionale ― Emirati Arabi Uniti |
| Data                                                                               | Città                                                                              | In casa                                                                            | Risultato                                                                          | Ospiti                                                                             | Competizione                                                                       | Reti                                                                               | Note                                                                               |
| ---------------------------------------------------------------------------------- | ---------------------------------------------------------------------------------- | ---------------------------------------------------------------------------------- | ---------------------------------------------------------------------------------- | ---------------------------------------------------------------------------------- | ---------------------------------------------------------------------------------- | ---------------------------------------------------------------------------------- | ---------------------------------------------------------------------------------- |
| 7-6-2022                                                                           | Al Rayyan                                                                          | Emirati Arabi Uniti                                                                | 1 – 2                                                                              | Australia                                                                          | Qual. Mondiali 2022                                                                | -                                                                                  | 75’                                                                                |
| 12-9-2023                                                                          | Zagabria                                                                           | Costa Rica                                                                         | 1 – 4                                                                              | Emirati Arabi Uniti                                                                | Amichevole                                                                         | -                                                                                  | 79’                                                                                |
| 11-10-2023                                                                         | Abu Dhabi                                                                          | Emirati Arabi Uniti                                                                | 1 – 0                                                                              | Kuwait                                                                             | Amichevole                                                                         | -                                                                                  | 84’                                                                                |
| 17-10-2023                                                                         | Sharja                                                                             | Emirati Arabi Uniti                                                                | 2 – 1                                                                              | Libano                                                                             | Amichevole                                                                         | -                                                                                  | 71’                                                                                |
| 16-11-2023                                                                         | Dubai                                                                              | Emirati Arabi Uniti                                                                | 4 – 0                                                                              | Nepal                                                                              | Qual. Mondiali 2026                                                                | -                                                                                  |                                                                                    |
| 21-11-2023                                                                         | Riffa                                                                              | Bahrein                                                                            | 0 – 2                                                                              | Emirati Arabi Uniti                                                                | Qual. Mondiali 2026                                                                | -                                                                                  | 58’                                                                                |
| 30-12-2023                                                                         | Dubai                                                                              | Emirati Arabi Uniti                                                                | 1 – 0                                                                              | Kirghizistan                                                                       | Amichevole                                                                         | -                                                                                  | 46’                                                                                |
| 14-1-2024                                                                          | Al Rayyan                                                                          | Emirati Arabi Uniti                                                                | 3 – 1                                                                              | Hong Kong                                                                          | Coppa d'Asia 2023 - 1º turno                                                       | -                                                                                  | 81’                                                                                |
| 28-1-2024                                                                          | Al Rayyan                                                                          | Emirati Arabi Uniti                                                                | 1 – 1 (3 - 5 dtr)                                                                  | Tagikistan                                                                         | Coppa d'Asia 2023 - Ottavi di finale                                               | -                                                                                  | 73’                                                                                |
| 26-3-2024                                                                          | Khobar                                                                             | Yemen                                                                              | 0 – 3                                                                              | Emirati Arabi Uniti                                                                | Qual. Mondiali 2026                                                                | -                                                                                  | 64’                                                                                |
| Totale                                                                             |                                                                                    | Presenze                                                                           | 10                                                                                 |                                                                                    | Reti                                                                               | 0                                                                                  |                                                                                    |

## Palmarès

### Club

#### Competizioni nazionali
- UAE Arabian Gulf Cup: 1

Al-Ain: 2021-22
- UAE Arabian Gulf League: 1

Al-Ain: 2021-22

#### Competizioni internazionali
- AFC Champions League: 1

Al-Ain: 2023-2024